# Careful with that Axe, Eugene
«Careful with that Axe, Eugene» es una canción de la banda británica Pink Floyd. La grabación de estudio es incluida en Relics, mientras que la versión en vivo puede encontrarse en Ummagumma. La canción fue originalmente lanzada como un lado B de su sencillo Point Me at the Sky. Pink Floyd regrabó esta pista para la película Zabriskie Point del director italiano Michelangelo Antonioni. El nombre de la canción se re-titula "Come in Number 51, Your time Is Up" en la banda sonora de esta película.

## Composición
La música consiste en un órgano ligero (usando el estilo "egipcio" de órgano que es común de Rick Wright en este periodo), y el acompañamiento del bajo en un solo tono (en este caso, Re) en octavas en seguimiento de las únicas palabras de la canción: el título de la canción susurrado amenazadoramente, seguido por un grito de Waters, como en Candy and a Currant Bun. Este grito reaparecería en varias canciones subsecuentes como Run Like Hell, el inicio de Another Brick in the Wall (Parte 2) y Two Suns in the Sunset. En las partes más pesadas y después, en las partes más tranquilas, David Gilmour puede ser escuchado con guitarra y voz; en concierto, Gilmour cantaría en conjunto con su parte de guitarra.

## En vivo

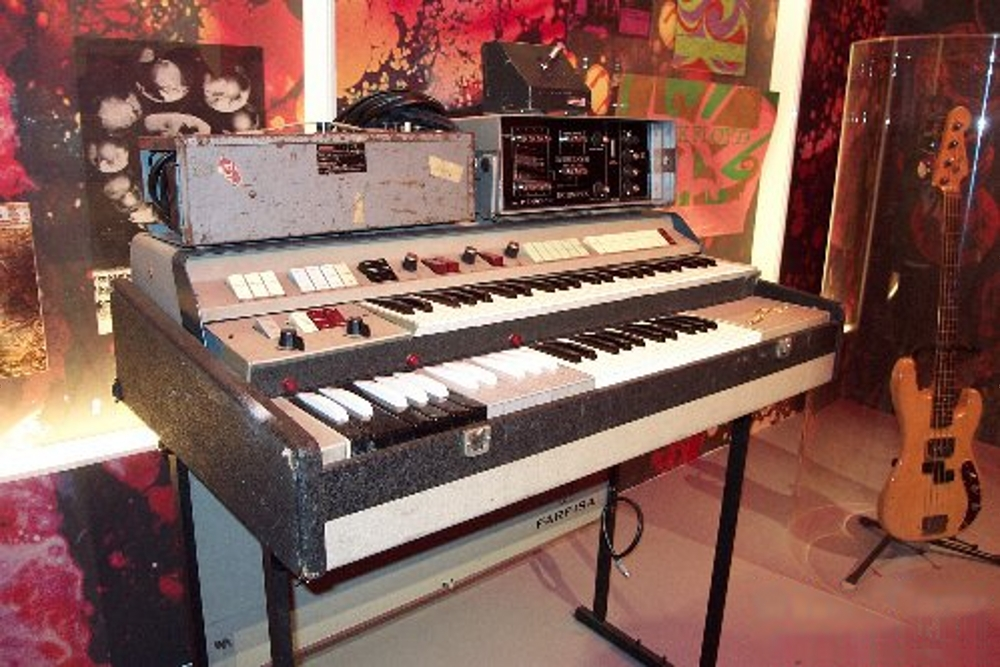
Farfisa Compact Duo (2ª versión) - Expo Pink Floyd
Descripción: Fotos de la exposición «Pink Floyd Interstellar» en la Cité de la Musique (Porte de la Villette, París). Lea la noticia en zdar.net.

Pink Floyd interpretó la canción en casi cada show desde 1968 a 1973, y una vez en 1977. Una forma embrionaria de esta canción había sido tocada el 23 de mayo de 1968 (capturada de una grabación en "The Paradiso" en Ámsterdam) bajo el título de "Keep Smiling People", y otra versión fue grabada el 25 de junio de 1968 en "BBC Piccadilly Studios" y transmitida en el programa de radio Top Gear de John Peel el 11 de agosto de 1968, con el título de "Murderistic Woman".
Durante su gira de 1969, fue interpretada como "Beset by Creatures of the Deep", como parte de The Man and the Journey. Desde el otoño de 1969 hasta la primavera de 1971 fue tocada sencillamente como "Medley" en conjunción con Green Is the Colour.
Durante la posterior gira de 1972 por Europa, la canción era ocasionalmente interpretada con un fuerte despotrique (e indescifrable) picto, precediendo la parte en que se cantaba el título de la canción y su característico grito. Un ejemplo bien conocido muy particular es la interpretación de la banda en diciembre de 1972, en Zürich, y su concierto el 15 de noviembre de 1972 en Alemania.  
Pink Floyd interpretó por última vez Careful with that axe, Eugene en Oakland, California el 9 de mayo de 1977, en forma de repetición. Para esta rendición, Rick Wright tuvo que usar un mini-sintetizador en lugar de la Farfisa que originalmente usaba en la versión en vivo, y el órgano Hammond de la versión de estudio. Snowy White, el guitarrista en la gira en ese tiempo, interpretó la canción con la banda a pesar de nunca haberla escuchado antes, dejándole tocarla por sí solo.

## Personal
- Roger Waters - Bajo, voz
- David Gilmour - Guitarra, voz
- Richard Wright - Órgano, vibráfono
- Nick Mason - Batería